# Triarilmetanska bojila
Triarilmetanska bojila su bojila koja se izvode strukturno od bezbojnog trifenilmetana (C6H5)3CH. Najčešća među njima su trifenilmetanska, a manji dio pripada derivatima difenil-naftilmetana C10H7·CH·(C6H5)2. U para-položaju prema centralnom ugljikovu atomu moraju se u molekuli nalaziti na arilnim grupacijama najmanje dvije auksokromne skupine. Kromofor je ove skupine p-kinonoidna grupacija O=C6H4=O, odnosno 0=C6H4=NH. Prema broju i karakteru auksokromnih grupa dijele se ta bojila na trifenilmetanske derivate s dvije amino-grupe, na iste derivate s tri amino-grupe, na hidroksi-trifenilmetanske derivate, aminohidroksi-derivate i derivate difenilnaftilmetana. U svakoj od ovih grupa nalaze se bojila različitih svojstava bojenja: bazna, kisela, močilna i bojeni lakovi. Ako molekula bojila sadrži grupu —COOH u o-položaju prema grupi —OH, bojilo je močilno. Uvođenjem sulfonskih grupa u molekulu dobivaju se od baznih bojila kisela. Sulfonske grupe koje se nalaze u o-položaju prema centralnom ugljikovom atomu povećavaju postojanost prema alkalijama. Bojeni lakovi nastaju od baznih bojila taloženjem s fosformolibdenskom ili fosforvolframskom kiselinom. Trifenilmetanskim bojilima postižu se neobično živahna, briljantna i čista obojenja crvene, ljubičaste, modre i zelene boje, ali su im postojanosti općenito niske, osobito na svjetlu i prema alkalnoj obradi. Zbog toga im upotreba sve više opada u korist postojanih bojila. Bazni predstavnici se najviše upotrebljavaju za bojenje svile i močenog pamuka, a kiseli i močilni za bojenje vune. Najveće količine ovih bojila troše se izvan tekstilne upotrebe, i to za bojenje papira, drveta, šibica, u proizvodnji grafičkih boja, za tinte, kao boje u kozmetici i prehrambenoj industriji.

## Priprema
Od mnogobrojnih preparativnih mogućnosti upotrebljavaju se za industrijsku proizvodnju trifenilmetanskih bojila uglavnom još samo ove tri metode:
- kondenzacija aromatskih aldehida s arilaminima ili fenolima u bezbojne spojeve, takozvane leuko-spojeve, koji oksidacijom prelaze u bojilo. Ono se izolira kao sol s nekom kiselinom ili kao dvosol s nekom metalnom soli. Na primjer za pripravu malahitnog zelenila kondenzira se dimetilanilin s benzaldehidom, pa se nastala leukobaza (4,4'-tetrametildiaminotrifenilmetan) oksidira olovnim peroksidom u bojilo.
- oksidacija nekog difenilmetanskog spoja u odgovarajući supstituirani difenilkarbinol (takozvani "hidrol") i kondenzacija ovog s nekim aminom aromatskog reda, fenolom ili naftolom, odnosno naftalensulfonskom kiselinom, u leuko-spoj, koji se oksidacijom prevodi u bojilo. Difenilmetanski spoj se oksidira pomoću manganova dioksida i sumporne kiseline, a nastali hidrol se iz otopine ne izolira. Na primjer Naphthalingrun V (C. I. 44025) priprema se oksidacijom 4,4/-tetrametildiaminodifenilmetana u 4,4'-tetrametildiaminodifenilkarbinol ("Michlerov hidrol"), koji se u 15%-tnoj sumpornoj kiselini kondenzira s naftalen-2,7-disulfonskom kiselinom, a zatim se leuko-spoj oksidira olovnim peroksidom u bojilo i prevede u dinatrijsku sol.
- kondenzacija 4,4/-tetrametildiaminobenzofenona, "Michlerova ketona", (CH3)2N·C6H4·CO·C6H4·N(CH3)2, ili njegovih analoga s aromatskim spojevima, u prisutnosti fosfornog oksiklorida ili tionilklorida. Za kondenzaciju se može upotrijebiti i sirova reakcijska smjesa dimetilanilina s fozgenom kao u produkciji "Michlerova ketona", s time da kao sredstvo za kondenzaciju u tom slučaju služi suvišak fozgena. Pretpostavlja se da u ovom

postupku nastaju iz "Michlerova ketona" i upotrijebljenih kiselinskih klorida intermedijarni spojevi tipa ketonklorida, koji se ne izoliraju (na primjer (CH3)2N·C6H4·C·C8H4·N(CH3)2 u slučaju upotrebe fozgena). Tom se metodom, na primjer, proizvodi kristalna ljubičasta (njem. Krystallviolett kondenzacijom dimetilanilina s Michlerovim ketonom.
Ostale preparativne metode, i modifikacije navedenih, nemaju tehnološkog značenja.

## Podjela
Prema broju i karakteru auksokromnih grupa dijele se ta bojila na trifenilmetanske derivate s dvije amino-grupe, na iste derivate s tri amino-grupe, na hidroksi-trifenilmetanske derivate, aminohidroksi-derivate i derivate difenilnaftilmetana.

### Diamino-derivati trifenilmetana
Od diamino-derivata trifenilmetana valja u prvom redu spomenuti malahitno zelenilo, C.I. 42000. Patent plavo V, C.I. 42051, priprema se kondenzacijom m-hidroksibenzaldehida s 2 mola dietilanilina, sulfuriranjem i oksidacijom, a dolazi na tržište kao kalcijeva sol. Uz upotrebu benzaldehid-2,4-disulfonske kiseline i dietilanilina nastaje Patentblau VF, C.I. 42045; ako se mjesto dietilanilina uzme etilbenzil-anilin, dobiva se Patentblau A, C.I. 42080.

### Triamino-derivati trifenilmetana
Triamino-derivati trifenilmetana obuhvaćaju niz proizvoda koji su danas izgubili svoju nekad veliku važnost. Tako je na primjer fuksin, C.I. 42510, koji se dobiva grijanjem smjese anilina i o- i p-toluidina s nitrobenzenom uz željezo i cinkov klorid ili s arsenskom kiselinom, bio jedno od prvih bojila koja su se proizvodila. Ako se na isti način obradi smjesa jednog mola p-toluidina s dva mola anilina, nastaje derivat 4,4/,4//-triaminotrifenilmetana, pararozanilin, C.I. 42500. Važnu ulogu u industriji tinte, grafičkih boja, hektografskih masa i slično ima metil ljubičasta (njem. Methylviolett), C.I. 42535, koji nastaje iz dimetilanilina produhavanjem zraka u prisutnosti vode, kuhinjske soli, bakarnog sulfata i fenola kao katalizatora. Pri tom se jedna metilna grupa oksidira u formaldehid i daje centralni atom ugljika za to bojilo, N-pentametilpararozanilin. Kristalna ljubičasta (njem. Krystallviolett), C.I 42555, upotrebljava se za iste svrhe. Ako se s Michlerovim hidrolom kondenzira N-etil-N-(m-sulfobenzil)-metanilna kiselina, dobije se Echtsaureviolett 10B, C. I. 42571. Patentblau AE, C.I. 42576, nastaje analogno iz N-(m-sulfobenzil)-M-benzilanilina i Michlerova hidrola sulfuriranog u položaju 2. Za tekstilnu upotrebu značajan je Brillantindocyanin 6B, C.I. 42660, koji ima mnogo bolje postojanosti nego druga bojila ove grupe; priprema se kondenzacijom p-klorbenzaldehida s 2 mola N-(m-sulfobenzil)-N-etilanilina oksidacijom i kondenzacijom s p-fenetidinom. Neka praktički važna bojila ove grupe pripremaju se sulfuriranjem drugih manje važnih bojila. Tako na primjer Spritblau T, C.I. 42775, dobiven feniliranjem fuksina anilinom na 180°C, daje nakon sulfuriranja produkte kojima svojstva zavise od stupnja feniliranja i sulfuriranja, a poznati su pod nazivima Alkaliblau (C.I. 42750), vodeno plava ili Wasserblau (C.I. 42755) i metilno modrilo ili Tintenblau (C.I. 42780).

### Amino-hidroksi-derivati trifenilmetana
Bojila iz grupe amino-hidroksi-derivata trifenilmetana su sva ljubičasta i modra. Chromoxanbrillantviolett SB, C.I. 43550, dobiva se kondenzacijom p-klorbenzaldehida s o-krezotinskom kiselinom, oksidacijom i naknadnom kondenzacijom s p-toluidinom. Ako se o-krezotinska kiselina kondenzira s dietilanilinom, nastaje Chromoxanbrillantviolett RE, C.I. 43565.

### Hidroksi-derivati trifenilmetana
Hidroksi-derivati trifenilmetana obuhvaćaju manji broj proizvoda, kao na primjer Chromoxanreinblau B, C.I. 43830, koji se proizvodi kondenzacijom o-krezotinske kiseline s 2,6-diklorbenzaldehidom.

### Difenil-naftilmetanski derivati trifenilmetana
Od difenil-naftilmetanskih derivata treba spomenuti Viktoriareinblau BO, C.I. 42595 (iz 4,4'-tetraetildiaminobenzofenona i N-c til-anaftilamina) i Naphthalingrün V, C.I. 44025 kao diaminoderivate, a Chromoxanazurolblau R, C.I. 44100 (dobiven kondenzacijom o-krezotinske kiseline s formaldehidom i oksidacijom u prisutnosti R-kiseline), kao hidroksi-derivat.